# Latina FM 101.1
Radio Latina 101.1 (también conocida como La Ciento Uno) es una estación de radio argentina que transmite desde la Ciudad de Buenos Aires. Es propiedad de Grupo Pierri y operado por Telecentro.

## Historia
LRL318 FM 101.1 MHz. inició sus transmisiones el 1 de febrero de 1988 bajo el nombre de FM Nativa y transmitía Música Folclórica con noticías y programas independientes hasta que el 1 de enero de 1990, Alberto Pierri adquirió la radio. El 1 de diciembre de 1992, la emisora pasó a llamarse NRG 101.1, transmitiendo por 10 años Música Electrónica en forma ininterrumpida hasta que el 1 de junio de 2002, la emisora cambia su línea artística y comienza a transmitir programación destinada a la Música Latina bajo la denominación de La Ciento Uno, para luego en junio de 2006 adoptar la denominación actual y definitiva de Radio Latina.